# 485. п. н. е.

## Смрти
- Дарије Први (Велики) - персијски цар.